# تيموثي والكر
تيموثي والكر (بالإنجليزية: Timothy Walker)‏ هو عالم نبات ومقدم تلفزيوني بريطاني، ولد في 10 يوليو 1958.